# 南山区 (涿鹿县)
南山区（原名赵家蓬区，2004年更名），是中华人民共和国河北省张家口市涿鹿县的县辖区，区公所驻河东镇赵家蓬村。南山區是中國大陸唯二的縣轄區之一（另一個是新疆维吾尔自治区喀什地区泽普县的奎依巴格区）。

## 歷史
南山区是革命老区，将领冯玉祥部、狼牙山五壮士都曾驻跸当地。

## 地理
南山区总面积达1020.8平方公里，总人口约为3.6万人。

## 经济
南山区内人民生活深度贫困，主要经济收入来源为发展林下经济，包括山野核桃、杏扁、野菜种植以及蜜蜂养殖等，重点发展文玩核桃产业。清代，涿鹿縣南部山区桦木、松木产量较大。民國13年（1924年），南山区产木材6850立方米、木炭3万公斤。1949年至1957年，木材尚末纳入国家计划，只下达清理林场抚育面积。每年约生产2000立方米，仅用于涿鹿縣。南山区一度被列入国家级贫困县扶贫政策，以括号形式列于河北省所属国家级贫困县名单最后，但不计入总数。2002年以来，按照中华人民共和国国务院扶贫办、中组部等八部委的部署安排，中国中煤能源集团与南山区开展结对帮扶。2020年2月29日，南山區（赵家蓬区）退出贫困县，河北省的贫困县也全部“摘帽”，从此告别区域性整体贫困。

## 政治
南山区区委书记為李晨日，区长為林建中。
南山区下辖三个镇和一个乡：河东镇、蟒石口镇、大河南镇、谢家堡乡。

## 治安及司法
1979年8月，南山区成立公安分局和南山区检察院，人员由涿鹿县检察院派出，现任检察长张树伟，檢察官李高山。南山区相对封闭，基本上是一个熟人社会，95%以上为分布在大山之中的农村人口，刑事犯罪很少，涉嫌职务犯罪也不多。

## 自然環境
南山区的森林覆盖率达到80%，而管轄其的涿鹿縣的森林覆盖率也达到47%，使之成为河北省建设北京生态涵养区的先行县，以及环首都最坚实的绿色屏障。